# Vulcanizare

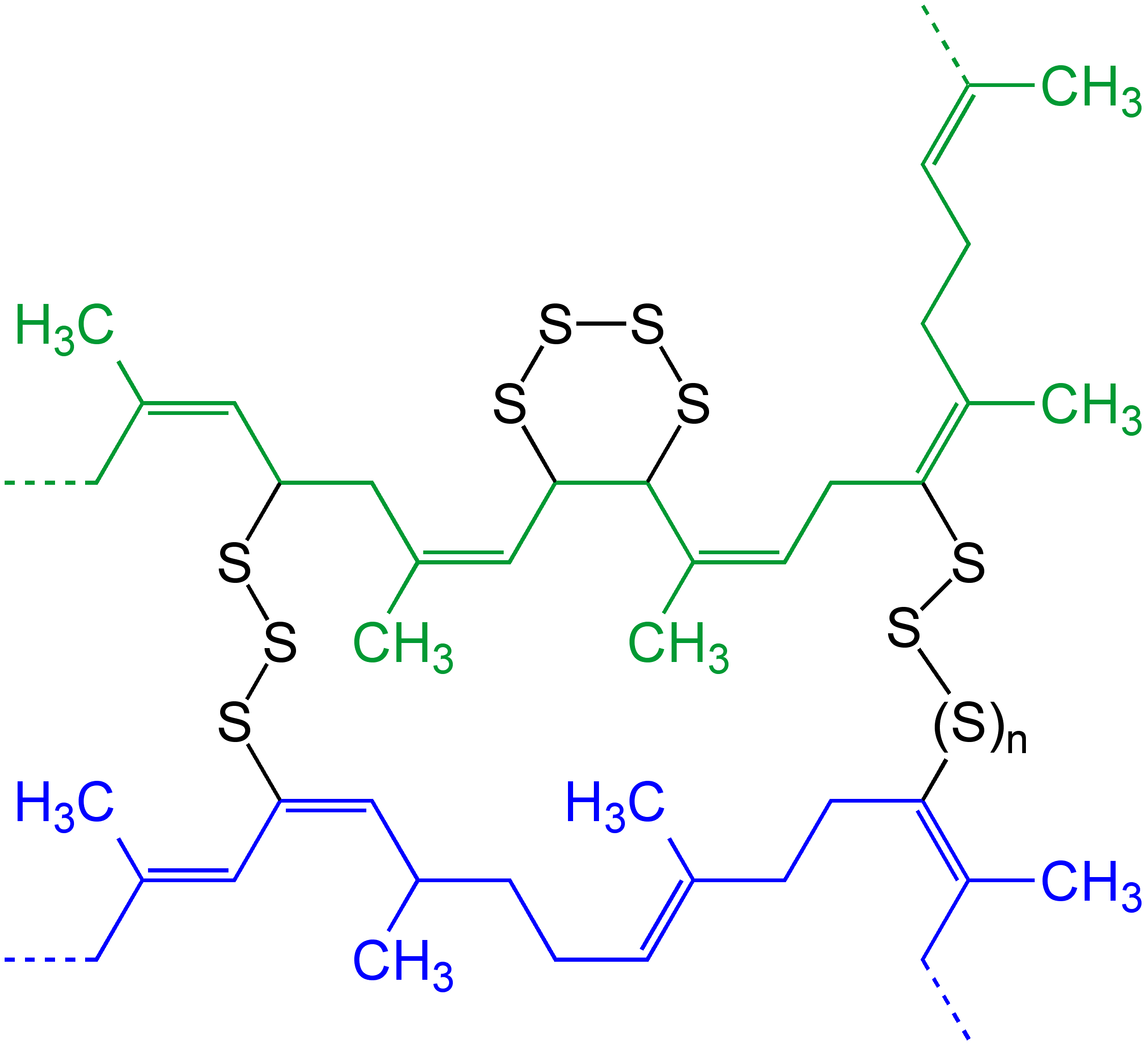
Reprezentare schematică a două catene (albastră și verde) de cauciuc natural și modul în care acestea s-au legat după vulcanizarea cu sulf.

Vulcanizarea este un proces chimic care presupune transformarea cauciucului natural sau a polimerilor corespunzători prin adiția de sulf, pentru a se obține produși mult mai rezistenți și mai elastici. Cantitatea de sulf adăugată este în proporție de 1,8 - 2,5%, iar procesul are loc sub influența factorilor timp, temperatură (120-160°C) și presiune. Aditivii modifică polimerul, în sensul că formează așa-zise punți de sulf între lanțurile de  polimeri  individuale. Materialele vulcanizate sunt mai puțin lipicioase și au proprietăți mecanice și de rezistență chimică superioare.